# BOOMANIA〜THE BOOM SPECIAL BEST COVERS〜
『BOOMANIA〜THE BOOM SPECIAL BEST COVERS〜』（ブームマニア・ザ・ブーム・スペシャル・ベスト・カバーズ）は、THE BOOMのトリビュート・アルバム。2009年7月22日発売。

## 解説
THE BOOMデビュー20周年を記念して、影響を受けたアーティスト陣によるトリビュート・アルバム。
THE BOOMのシングル「My Sweet Home」と同時発売。

## 収録曲

### Disc 1
1. 君はTVっ子 / 奥田民生
2. berangkat -ブランカ- / MCU
3. 釣りに行こう / キマグレン
4. 風になりたい / 絢香
5. 月さえも眠る夜 / BO GUMBO 3 feat.ラキタ
6. 気球に乗って / 友部正人
7. ひのもとのうた / ユウ・菅波栄純・ハラダイス銀河・Cheeta・奥野真哉
8. ないないないの国 / おおはた雄一
9. それだけでうれしい / 坂本美雨 feat. 高田漣
10. 僕にできるすべて（REMIX） / こだま和文
11. 24時間の旅 / HIKURI

### Disc 2
1. 島唄 / LOW IQ 01
2. おりこうさん / MONGOL800
3. 星のラブレター / MINMI feat. PETER MAN
4. TOKYO LOVE / bird
5. TAKE IT EASY / BEGIN
6. 神様の宝石でできた島 / bonobos
7. なし / かりゆし58
8. からたち野道 / 高野寛
9. 中央線 / 矢野顕子 with 小田和正
10. 虹が出たなら / YOUR SONG IS GOOD
11. 風になりたい / 東京スカパラダイスオーケストラ